# WrestleMania 37
WrestleMania 37 was een tweedaagse en de 37ste professioneel worstel-pay-per-view (PPV) en WWE Network evenement van WrestleMania dat georganiseerd werd door WWE voor hun Raw en SmackDown brands. Het evenement vond plaats op 10 en 11 april 2021 in het Raymond James Stadium in Tampa, Florida. Dit was het tweede evenement van WrestleMania dat verdeeld was in 2 dagen. Het is de eerste keer dat er publiek aanwezig was gedurende de coronapandemie.
Het evenement zou oorspronkelijk in het SoFi Stadium in Inglewood, Californië plaatsvinden, echter is het evenement geannuleerd wegens de coronapandemie. Daardoor werd WWE geforceerd om de datum te veranderen en bracht het evenement naar het Raymond James Stadium, waar het evenement WrestleMania 36 oorspronkelijk plaats zou vinden.

## Productie

### Uitzendingspunten
Op 25 januari 2021 kondigde WWE aan dat de streamingdienst Peacock de exclusieve distributeur werd van het WWE Network in de Verenigde Staten als onderdeel van een nieuwe overeenkomst met NBCUniversal, die wordt uitgezonden op Monday Night Raw en NXT op de USA Network. WrestleMania 37 wordt de eerste WrestleMania evenement die geproduceerd wordt onder deze overeenkomst. Op 18 maart 2021 werd WWE Network een premiumkanaal op Peacock. Na een korte overgangsperiode werd de zelfstandige versie van de WWE Network in de VS op 4 april 2021 gesloten, met toekomstige evenementen alleen beschikbaar via het WWE Network kanaal van Peacock. WrestleMania 37 is ook beschikbaar op traditionele pay-per-view. Op 7 april 2021 kondigde WWE aan dat ze een uitzendpartnerschap hebben met Talpa Network, een multimediaal bedrijf van John de Mol. Hierin verklaarde WWE dat de twee belangrijkste programma's, Raw en SmackDown, beken kan worden op Veronica (gratis vanaf 23:45 in de avond) en op KIJK. Dit begon op 9 april 2021. Daarnaast onthulde WWE, dat WrestleMania 37 meteen de eerste live pay-per-view is die je kan bekijken op KIJK. Dit is hiermee de eerste keer dat WWE bekeken kan worden op de Nederlandse TV.

### WrestleMania week activiteiten
WWE heeft meerdere evenementen gehouden gedurende de week van WrestleMania. De week begon met een aflevering van Raw op 5 april 2021. De volgende dag, 6 april 2021, begon de ceremonie van de WWE Hall of Fame 2021. Op 7 en 8 april 2021 hield NXT een grote TakeOver evenement genaamd NXT TakeOver: Stand & Deliver. Een speciale aflevering van NXT UK genaamd "Prelude" werd in de middag uitgezonden op 8 april 2021. De nacht voor WrestleMania 37 werd een speciale WrestleMania editie van SmackDown uitgezonden op 9 april 2021. De aflevering hield de jaarlijkse André the Giant Memorial Battle Royal (met uitzondering van WrestleMania 36, waarin de wedstrijd werd afgelast vanwege zorgen over de pandemie). Jey Uso won de Battle Royal. De week werd afgesloten met Stone Cold Steve Austin's Broken Skull Sessions podcast op de WWE Network, dat onmiddellijk werd uitgezonden na de tweede avond van WrestleMania. De podcast werd voorzien van All Elite Wrestling's Chris Jericho, die voor de eerste keer in bijna 3 jaar verscheen op WWE. Raw werd uitgezonden de volgende dag op 12 april 2021 en tot slot werd NXT uitgezonden in zijn nieuwe dinsdagavond-slot om te beginnen vanaf 13 april 2021. Ook werden er matches van vorige edities van WrestleMania geüpload op het YouTube kanaal van WWE.

### Beroemdheden
Zoals tradities bij WrestleMania, hebben er beroemdheden uit de entertainmentwereld in verschillende hoedanigheden aan het evenement deelgenomen. Popzangeres Bebe Rexha ging haar nummer "America the Beautiful" optreden voorafgaand bij het evenement. Countryzangeres Ashland Craft deed hetzelfde voorafgaand bij de tweede avond. Twee beroemdheden waren betrokken bij wedstrijden op het evenement. Rapper Bad Bunny ging het opnemen in een tag team match met Damian Priest tegen The Miz en John Morrison. YouTube-persoonlijkheid, acteur en bokser Logan Paul verscheen ook op het evenement als cornerman voor Sami Zayn in zijn wedstrijd tegen Kevin Owens. Daarnaast hadden twee muzikale artiesten de entree-thema's voor de entree van worstelaars live opgetreden. Zanger Ash Costello ging met de rockband New Year's Day het entreelied van Rhea Ripley optreden genaamd "This Is My Brutality". Rapper Wale deed hetzelfde, maar dan voor Big E met het entreelied genaamd "Feel The Power".

## Matches
| Nr. | Match | Winnaar(s)                 | Opmerkingen                                                  | Bron   |
| --- | --- | -------------------------- | ------------------------------------------------------------ | ------ |
| 1   | Bobby Lashley (c) (met MVP) vs. Drew McIntyre                                                                                          | Bobby Lashley              | Een-op-eenmatch voor het WWE Championship.                   | [ 20 ] |
| 2   | Lana & Naomi vs. Dana Brooke & Mandy Rose vs. The Riott Squad (Liv Morgan & Ruby Riott) vs. Natalya & Tamina vs. Billie Kay & Carmella | Natalya & Tamina           | Tag Team Turmoil match                                       | [ 20 ] |
| 3   | Cesaro vs. Seth Rollins | Cesaro                     | Een-op-eenmatch.                                             | [ 20 ] |
| 4   | The New Day (Kofi Kingston & Xavier Woods) (c) vs. AJ Styles & Omos                                                                    | AJ Styles & Omos (nc)      | Tag team match voor het WWE Raw Tag Team Championship.       | [ 20 ] |
| 5   | Braun Strowman vs. Shane McMahon | Braun Strowman             | Steel cage match.                                            | [ 20 ] |
| 6   | Bad Bunny & Damian Priest vs. The Miz & John Morrison                                                                                  | Bad Bunny & Daminan Priest | Tag team match.                                              | [ 20 ] |
| 7   | Sasha Banks (c) vs. Bianca Belair | Bianca Belair (nc)         | Een-op-eenmatch voor het WWE SmackDown Women's Championship. | [ 20 ] |

| Nr. | Match                                                            | Winnaar(s)               | Opmerkingen                                                     | Bron   |
| --- | ---------------------------------------------------------------- | ------------------------ | --------------------------------------------------------------- | ------ |
| 1   | The Fiend (met Alexa Bliss) vs. Randy Orton                      | Randy Orton              | Een-op-eenmatch.                                                | [ 21 ] |
| 2   | Nia Jax & Shayna Baszler (c) (met Reginald) vs. Natalya & Tamina | Nia Jax & Shayna Baszler | Tag team match voor het WWE Women's Tag Team Championship       | [ 21 ] |
| 3   | Kevin Owens vs. Sami Zayn                                        | Kevin Owens              | Een-op-eenmatch.                                                | [ 21 ] |
| 4   | Riddle (c) vs. Sheamus                                           | Sheamus (nc)             | Een-op-eenmatch voor het WWE U.S. Championship.                 | [ 21 ] |
| 5   | Big E (c) vs. Apollo Crews                                       | Apollo Crews (nc)        | Nigerian Drum Fight voor het WWE Intercontinental Championship. | [ 21 ] |
| 6   | Asuka (c) vs. Rhea Ripley                                        | Rhea Ripley (nc)         | Een-op-eenmatch voor het WWE Raw Women's Championship.          | [ 21 ] |
| 7   | Roman Reigns (c) (met Paul Heyman) vs. Edge vs. Daniel Bryan     | Roman Reigns             | Triple threat match voor het WWE Universal Championship.        | [ 21 ] |